# Nikolaj Kardasjev
Nikolaj Kardasjev, född 25 april 1932 i Moskva, död 3 augusti 2019 i Moskva, var en rysk (sovjetisk) astrofysiker. 
Han avlade doktorsexamen 1962 vid Sternberg-institutet i Moskva. Kardasjev var en pionjär inom det ryska SETI-programmet och han trodde sig ha funnit en supercivilisation 1963 då han studerade radiokällan CTA-102. Under sitt arbete ponerade han att andra civilisationer kunde vara miljoner eller miljarder år före vår egen och utvecklade Kardasjevskalan för att klassificera civilisationer.
Asteroiden 39509 Kardashev är uppkallad efter honom.